# ソングバード (オアシスの曲)
「ソングバード」(Songbird)は、イギリスのロックバンド、オアシスの楽曲、及び同曲を収録した通算22枚目のシングルである。5作目のアルバム『ヒーザン・ケミストリー』からの第4弾シングルとして発売された。

## 概要
『ヒーザン・ケミストリー』からの第4弾シングル。リアム・ギャラガー作曲。英国盤は、カップリング曲に「ユーヴ・ガット・ザ・ハート・オブ・ア・スター」が収録されているが、日本盤では、本曲のデモ・バージョンが収録されている。

## 解説
リアムが作曲した曲で初めてシングルカットされた曲。自身が作曲した曲としては、『スタンディング・オン・ザ・ショルダー・オブ・ジャイアンツ』に収録された「リトル・ジェームズ」に次ぐ2曲目となる。
この曲は、当時の妻、ニコール・アップルトンに捧げられた。歌詞は、アップルトンを「感じたことのない」愛を提示する翼の生えたミューズとして想起させている。演奏時間は2分で、使用されているコードも2つだけである。
ノエル・ギャラガーは、この曲を「完璧だ」と評している。また彼が語るところによると、もとはハーモニカがあってビートルズの「ラヴ・ミー・ドゥ」のようだったがすべての楽器を外したらこのようになったという。

## ミュージック・ビデオ
「ソングバード」のミュージック・ビデオは、ロンドンのハイド・パークで撮影された。リアムが木の下でアコースティック・ギターを弾いたり、犬と遊ぶ様子が反映されている。

## 収録曲
- 7" RKID 27

1. "ソングバード" - Songbird (リアム・ギャラガー) - 2:08
2. "ユーヴ・ガット・ザ・ハート・オブ・ア・スター" - [You've Got] The Heart Of A Star (ノエル・ギャラガー) - 5:22

- CD RKIDSCD 27

1. "ソングバード" - Songbird - 2:08
2. "ユーヴ・ガット・ザ・ハート・オブ・ア・スター" - [You've Got] The Heart Of A Star - 5:22
3. "コロンビア" - Columbia (Live)(ノエル・ギャラガー) - 4:48

- 日本盤マキシCD EICP 194

1. "ソングバード" - Songbird
2. "ソングバード (デモ)" - Songbird (demo)
3. "コロンビア" - Columbia (Live)

## チャート動向
| \| チャート (2003) \| 最高位 \| \| ------------------------------------------- \| ------ \| \| カナダ (Canadian Hot 100)[4] \| 2 \| \| ドイツ (GfK Entertainment charts)[5] \| 81 \| \| アイルランド (IRMA)[6] \| 10 \| \| イタリア (FIMI)[7] \| 6 \| \| スコットランド (Official Charts Company)[8] \| 1 \| \| スウェーデン (Sverigetopplistan)[9] \| 44 \| \| スイス (Schweizer Hitparade)[10] \| 94 \| \| UK シングルス (OCC)[11] \| 3 \| |        |
| チャート (2003) | 最高位 |
| カナダ (Canadian Hot 100) | 2      |
| ドイツ (GfK Entertainment charts) | 81     |
| アイルランド (IRMA) | 10     |
| イタリア (FIMI) | 6      |
| スコットランド (Official Charts Company) | 1      |
| スウェーデン (Sverigetopplistan) | 44     |
| スイス (Schweizer Hitparade) | 94     |
| UK シングルス (OCC) | 3      |